# Kostenec
Kostenec – miasto w zachodniej Bułgarii.
Liczba mieszkańców wynosi ok. 10 tys.
W mieście znane uzdrowisko z gorącymi źródłami mineralnymi.
W mieście jest stacja kolejowa Kostenec.